# Cariomothis
Genre
Cariomothis est un genre d'insectes lépidoptères de la famille des Riodinidae.

## Dénomination
Le nom Cariomothis leur a été donné par Hans Ferdinand Emil Julius Stichel en 1910.
Ils résident en Amérique du Sud.

## Liste des espèces
- Cariomothis chia (Hübner, 1823); présent au Surinam
- Cariomothis erotylus Stichel, 1910; présent en Bolivie et au Pérou.
- Cariomothis erythromelas (Sepp, [1848]); présent au Surinam, en  Équateur et au Brésil.
- Cariomothis poeciloptera (Godman & Salvin, 1878); présent au Costa Rica, à Panama et en Colombie

### Source
- Cariomothis sur funet